# Hemipilia calophylla
Hemipilia calophylla là một loài thực vật có hoa trong họ Lan. Loài này được E.C.Parish & Rchb.f. mô tả khoa học đầu tiên năm 1874.

## Hình ảnh

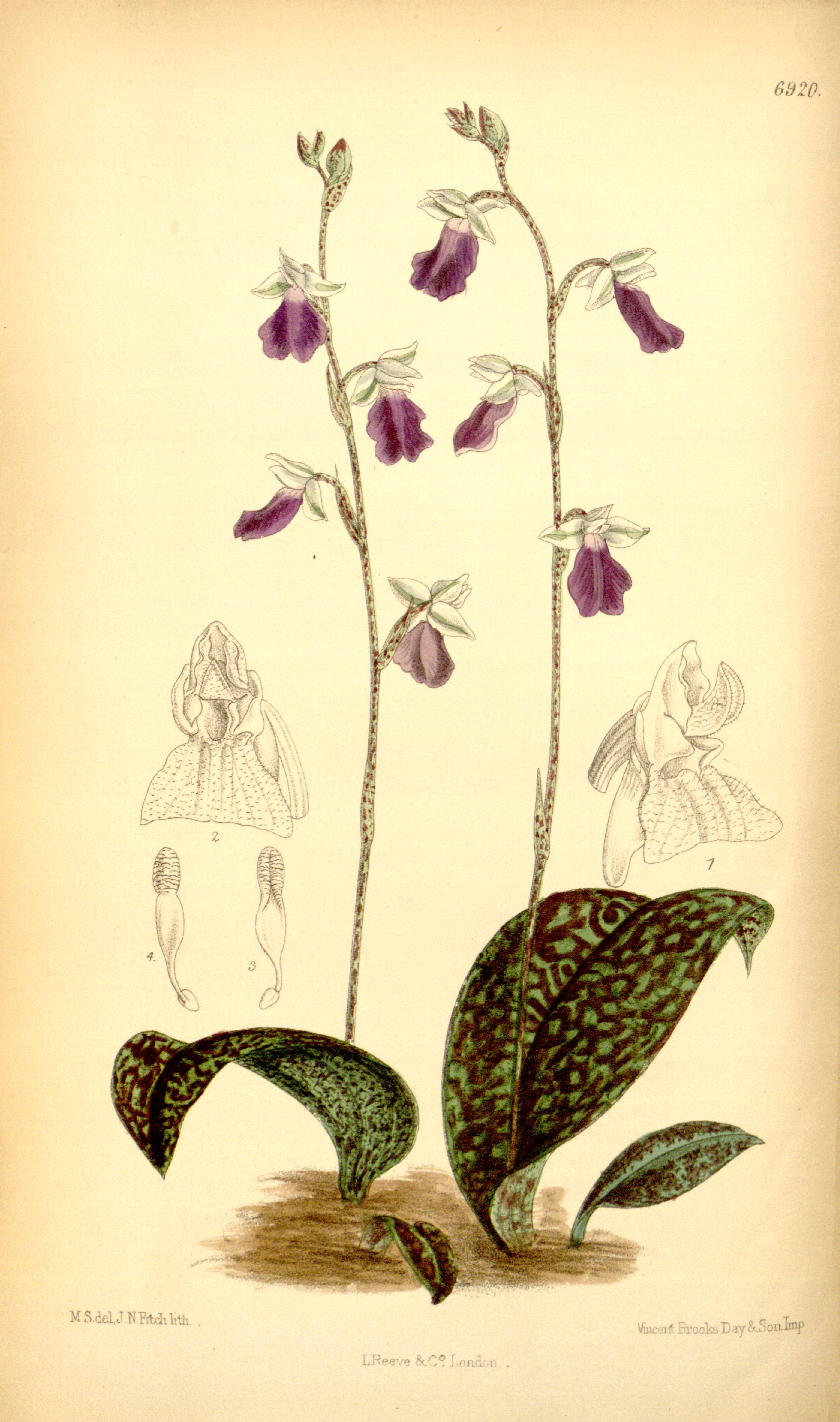